# Túquerres
Túquerres é um município da Colômbia, localizado no departamento de Nariño.